# Metropolia di Cefalonia
La metropolia di Cefalonia (in greco Ιερά Μητρόπολις Κεφαλληνίας?, Ierá Mitrópolis Kefallinías) è una diocesi della Chiesa di Grecia, con sede a Argostoli, dove si trova la cattedrale dell'Annunciazione.
Dal 10 ottobre 2015 il metropolita è Dimitrios Argyros.

## Storia
Il cristianesimo penetrò ben presto nell'isola di Cefalonia, ma ignote sono le origini della sua diocesi, che è attestata solamente nell'VIII secolo. Al concilio di Nicea del 787 il vescovo di Cefalonia, di cui non si conosce il nome, si fece rappresentare dal presbitero Gregorio (o Giorgio). Un altro vescovo, Antonio, prese parte al concilio di Costantinopoli dell'879-880, che riabilitò il patriarca Fozio. Nelle Notitiae Episcopatuum del patriarcato di Costantinopoli la diocesi è documentata come suffraganea di Corinto fino al XV secolo.
Non si conosce più nulla della diocesi, che fu de facto soppressa durante la dominazione veneziana dell'isola. Janin menziona un anonimo vescovo titolare di Cefalonia, che il patriarca trasferì alla sede di Naupacto. Una sede residenziale fu restaurata nella seconda metà del XV secolo, a cui fu unita anche l'isola di Zante; il 6 luglio 1628 Cirillo Lucaris elevò la sede al rango di arcidiocesi autocefala, ossia dipendente direttamente dai patriarchi di Costantinopoli.
Quando, nel 1824, la Grecia fu liberata dalla dominazione ottomana, l'arcidiocesi di Cefalonia fu elevata al rango di sede metropolitana. Nel 1866 la metropolia passò dal patriarcato di Costantinopoli alla Chiesa di Grecia, che aveva ottenuto l'autocefalia dalla sede patriarcale. Tuttavia, il 1º novembre 1886 la sede fu ridotta nuovamente al rango di arcidiocesi e poi, nel 1900, a quello di semplice diocesi. Nel 1922 Cefalonia riacquistò l'antico status metropolitano.

## Cronotassi
- Anonimo † (menzionato nel 787)[6][3]
- Antonio † (menzionato nell'879)[4]
- Gerasimo Loverdos † (1463 – 1500)[7]
- Damiano Lykiardopoulos † (1500 – 1517)
- Leonzio Lykiardopoulos † (1518 – 1529)
- Niceforo Loverdos † (1529 – 1537)
- Atanasio (o Sofronio) Loverdos † (1538 – 1550)
- Pacomio Makris † (1550 – 1567 deceduto)
- Filoteo Loverdos † (1568 – 1581)
- Neofito Kolokythas † (1582 – 1591)
- Nicodemo Metaxas † (1591 – 1600)
- Antimo Antipas † (1600 – 1609)
- Pacomio Analutis † (1610 – 1622)
- Partenio Doxaras † (1622 – 1628)
- Nicodemo Metaxas † (1628 – 1646 deceduto)
- Timoteo Sopramassaros † (1646 – 1652 deceduto)
- Macario Panas † (1652 – 1660)
- Geremia Peristianos † (1662 – 1667)
- Paisio Choidas † (1667 – 1684 deceduto)
- Timoteo Typaldos † (1684 – 1718 deceduto)
- Agapio Loverdos † (1718 – 1727)
- Sofronio Romantzas † (1727 – 1731)
- Serafino Anninos † (settembre 1732 - 20 marzo 1745 deceduto)
- Abramo Melissinos † (1745 - 17 gennaio 1759 deceduto)
- Sofronio Cutuvalis † (1759 - 3 settembre 1780 eletto metropolita di Filadelfia)
- Gerasimo Cladas † (1782 - 1783)
- Ioannikios Anninos † (1783 - 15 aprile 1817 deceduto)
  - Sede vacante (1817-1824)
- Partenio Makris † (13 marzo 1824 – 24 luglio 1842 deceduto)
- Spiridione Kontomyhalos † (13 dicembre 1842 – 12 luglio 1873 deceduto)
- Spiridone Kombothekras † (30 novembre 1874 – 18 novembre 1877 dimesso)
- Germano Kalligas † (17 marzo 1884 – 5 luglio 1889 eletto metropolita di Atene)
- Gerasimo Dorizas † (25 gennaio 1893 – 23 gennaio 1901 deceduto)
- Damasceno Polidoros † (9 luglio 1901 – 28 dicembre 1933 deceduto)
- Germano Roumpanis † (14 giugno 1934 – 25 settembre 1951 eletto metropolita di Mantinea e Kynouria)
- Ieroteo Buis † (1º ottobre 1951 – 19 giugno 1965 deceduto)
- Procopio Menutis † (21 novembre 1965 – 19 febbraio 1982 dimesso)
- Spiridione Kalafatakis † (2 maggio 1984 – 20 gennaio 2015 deceduto)
- Gerasimo Fokas † (31 maggio 2015 – 22 giugno 2015 deceduto) (vescovo eletto)
- Dimitrios Argyros, dal 10 ottobre 2015